# Coppa Sabatini 1996
La Coppa Sabatini 1996, quarantaquattresima edizione della corsa, si svolse il 26 settembre 1996 su un percorso di 202,8 km. La vittoria fu appannaggio del danese Bjarne Riis, che completò il percorso in 5h02'41", precedendo gli italiani Gianni Faresin e Claudio Chiappucci.

## Ordine d'arrivo (Top 10)
| Pos. | Corridore          | Squadra                           | Tempo    |
| ---- | ------------------ | --------------------------------- | -------- |
| 1    | Bjarne Riis        | Team Telekom                      | 5h02'41" |
| 2    | Gianni Faresin     | Panaria-Vinavil                   | a 0'07"  |
| 3    | Claudio Chiappucci | Carrera Jeans                     | a 0'10"  |
| 4    | Andrea Tafi        | Mapei-GB                          | a 0'23"  |
| 5    | Fabio Roscioli     | Refin-Mobilvetta                  | a 1'06"  |
| 6    | Richard Virenque   | Festina-Lotus                     | a 1'51"  |
| 7    | Jesper Skibby      | TVM-Farm Frites                   | a 1'52"  |
| 8    | Michele Bartoli    | MG Maglificio-Technogym           | a 2'01"  |
| 9    | Alberto Elli       | MG Maglificio-Technogym           | a 5'38"  |
| 10   | Massimo Donati     | Saeco-Estro-AS Juvenes San Marino | s.t.     |